# Ippolit Vogak

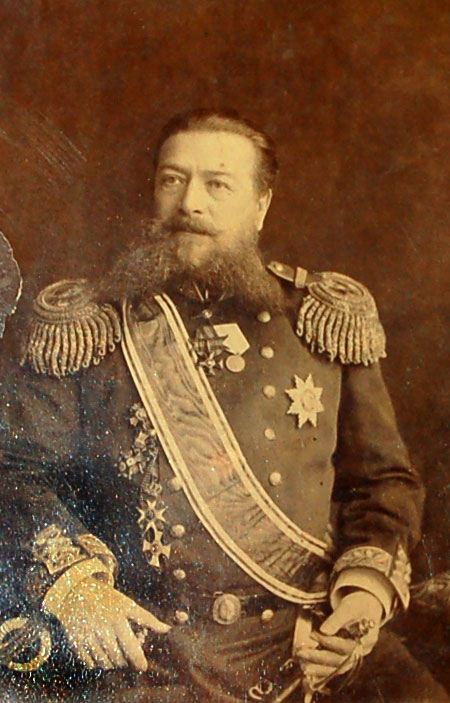
Ippolit Vogak

Ippolit Konstantinovich Vogak (a veces también Wogack; en ruso: Вогак, Ипполит Константинович; 30 de agosto de 1829 - 16 de julio de 1889) fue un almirante de la Marina Imperial Rusa y el 17.º y último gobernador de Taganrog.

## Biografía
Vogak se graduó del Cuerpo de Cadetes en 1847, sirvió en la Flota del Báltico, y participó en la Guerra de Crimea. Fue promovido al rango de teniente-capitán en 1862, capitán de segundo rango en 1870, y capitán de primer rango en 1873. Después fue promovido al rango de contraalmirante en 1883.
Vogak comandó los cruceros de batalla Novgorod y Petr Velikiy en 1874-1880, así como el yate imperial de la Casa de Romanov Livadia. Fue oficial de bandera júnior (младший флагман) de la Flota del Mar Negro en 1884-1885 y oficial de bandera júnior de la Flota del Báltico en 1887-1889.
Entre 1885 y 1887, sirvió como Gobernador de Taganrog.
Vogak murió el 16 de julio de 1889 en San Petersburgo y fue enterrado en el Cementerio Luterano Smolensky.